# Albert Trieschet
Albert Trieschet (1830 – 14. října 1913 Vídeň) byl rakouský právník a politik německé národnosti z Moravy; poslanec Moravského zemského sněmu.

## Biografie
Působil jako zemský advokát. Byl starostou židovské náboženské obce v Prostějově. V roce 1892 se uvádí, že funkce v představenstvu náboženské obce zastával již po třicet let. Měl advokátní kancelář v Prostějově. Začínal v ní jako koncipient pozdější starosta města Josef Horák.
V 70. letech se zapojil i do vysoké politiky. V zemských volbách roku 1878 byl zvolen na Moravský zemský sněm, za kurii městskou, obvod Prostějov, Německý Brodek. V roce 1878 se uvádí jako kandidát tzv. Ústavní strany, liberálně a centralisticky orientované. Porazil tehdy ovšem oficiálního kandidáta německého volebního výboru Johanna Zajiczeka. V jiném dobovém zdroji není řazen mezi ústavověrné a označován jako konzervativní kandidát.
Zemřel v říjnu 1913 ve věku 85 let.